# Kambodzsai labdarúgó-szövetség
A kambodzsai labdarúgó-szövetség (Angolul: Football Federation of Cambodia [FFC]) Kambodzsa nemzeti labdarúgó-szövetsége. 1933-ban alapították. A szövetség szervezi a Kambodzsai labdarúgó-bajnokságot valamint a Kambodzsai kupát. Működteti a Kambodzsai labdarúgó-válogatottat valamint a Kambodzsai női labdarúgó-válogatottat. Székhelye Phnompenben található.